# Pomatorhinus schisticeps
Pomatorhinus schisticeps е вид птица от семейство Timaliidae.

## Разпространение
Видът е разпространен в Бангладеш, Бутан, Виетнам, Индия, Камбоджа, Лаос, Мианмар, Непал и Тайланд.